# Institut royal pour la recherche sur l'histoire du Maroc
L'institut royal pour la recherche sur l'histoire du Maroc (en arabe : المعهد الملكي للبحث في تاريخ المغرب, al-ma‘had al-malakī li-l-baḥṯ fī tārīḫ al-maġrib) est un établissement national de recherche scientifique. Il est chargé d’encourager la recherche sur l’histoire du Maroc et d’œuvrer à la diffusion des savoirs historiques.

## Historique
L'institut a été fondé en le 22 novembre 2006 en vertu du dahir n°1.06-222. Il est alors placé sous la tutelle du ministère des Habous et des Affaires islamiques et procède alors d'une volonté du ministre Ahmed Toufiq, historien de formation, de stimuler la recherche dans le domaine de l'histoire du Maroc à travers la création d'une institution dédiée, complémentaire du monde universitaire. L'institut est alors placé sous la direction du médiéviste et moderniste Mohammed Kably. Le projet-phare de l'institut est dès sa fondation la publication d'une synthèse historique restituant les acquis de cinq décennies de recherche marocaine sur l'histoire nationale et embrassant une perspective interne.
L'ouvrage Histoire du Maroc : réactualisation et synthèse est publié en 2012. Quarante-sept auteurs y ont participé, historiens mais aussi sociologues ou encore artistes. Il est publié en français, en arabe, mais également en anglais et en espagnol. L'ouvrage a plutôt été bien accueilli, les historiens saluant sa rigueur méthodologique et scientifique,. L'ouvrage original, comptant plus de 800 pages, a également été republié en version abrégée destinée à rendre l'ouvrage plus accessible du grand public. L'IRRHM publie en 2013 une Chronologie de l'histoire du Maroc : (des temps préhistoriques à la fin du XXe siècle), et édite par la suite plusieurs ouvrages historiques, principalement des thèses publiées.
À la faveur d'une réorganisation institutionnelle, l'IRRHM est rattaché à partir de 2015 à l'université Al Quaraouiyine. En février 2021, en vertu de la loi n°74-19 promulguée par le n°1-21-02, l'institut est finalement rattaché à l'Académie du royaume du Maroc. En juin de la même année, le contemporanéiste Mohammed Kenbib remplace Mohammed Kably à la tête de l'institut. L'institut conserve l'essentiel des missions qui lui avaient été attribuées lors de sa création en 2006 et s'attèle à la réalisation d'un nouveau projet : la création d'une Maison pour l'histoire du Maroc.

## Gouvernance
L'institut est désormais une composante de l'Académie du royaume du Maroc. Il est depuis juin 2021 dirigé par l'historien Mohammed Kenbib.

## Missions
Définies au sein de l'article n°56 de la loi n° 74-19, les missions de l'institut sont les suivantes :
- La promotion et diffusion de la connaissance historique portant sur l’histoire du royaume ;
- La promotion des études relatives à l’histoire du Maroc et développement des archives et du fonds documentaire relatif à ce domaine ;
- L'élaboration et réalisation des différents programmes, projets et activités scientifiques sur l’histoire du Maroc et son patrimoine civilisationnel et leur diffusion après approbation par l’Assemblée académique ;
- L'élaboration de publications destinées aux jeunes ainsi que des ouvrages dans plusieurs langues destinées aux Marocains résidents à l’étranger ;
- L'utilisation des différents moyens pour la communication, notamment les musées historiques, les expositions itinérantes, les colloques et les rencontres scientifiques ;
- La promotion de la coopération avec les institutions et instances de recherches nationales et étrangères en vue d’échanger les expériences et de réaliser les projets de recherche communs.

## Publications
{...}
- Histoire du Maroc : réactualisation et synthèse.